# Воскресіння (театр)
Львівський академічний духовний театр «Воскресіння» — театр у Львові, заснований у 1990 році групою молодих акторів з різних міст України режисером Ярославом Федоришиним. У репертуарі театру поєднуються традиції психологічного театру та сучасні мистецькі форми, українська і світова драматургія.

## Історія
Театр заснований 1990 року. Першим місцем, де проводилися його виступи, був кабінет головного лікаря Першої клінічної лікарні (нині вулиця Руська, 1). 21 вересня 1990 року театр отримав статус театру-студії. З 1991 року вистави відбувалися у Палаці культури залізничників на вулиці Федьковича, 54/56. Того ж року театр переїхав до будівлі, де він виступає й нині — пасажу Ґрюнерів на площі Генерала Григоренка, 5, де за радянських часів знаходився кінотеатр «Піонер».
1992 року на базі театру був заснований Міжнародний театральний фестиваль «Золотий лев». У 1993 році Львівська обласна рада надала театру статус державного. З 11 березня 2010 року театр має статус академічного.
На базі театру проходять навчання акторству студенти факультету культури та мистецтв Львівського національного університету імені Івана Франка.
Театр «Воскресіння» є членом міжнародного європейського мітингу (IETM) і асоціації міжнародних театральних фестивалів (IFEA).

## Репертуар
Найпершою виставою театру була «Чудо святого отця Миколая над Половчином» Степана Перського, яка стала культовою і була зіграна понад 600 разів. У репертуарі театру в подальшому були «Благовіщення Марії» Поля Клоделя, «Каїн» Джорджа Байрона, «Дорога в Дамаск» Августа Стриндберга, «Три сестри» Антона Чехова, «Початок жаху» Валерія Шевчука, «Джерело святих» Джона Синґа, «Хто ми…» Ніни Садур та інші.
Наразі у репертуарі театру «Воскресіння» є такі вистави:
- «Гірські велетні» Луїджі Піранделло;
- «Божевільні від кохання» Сема Шепарда;
- «Повернення додому» Гарольда Пінтера;
- «Йов» Кароля Войтили;
- «Західна пристань» Бернар-Марі Кольтес;
- «В ніч на Святого Миколая» Г.Канарської;
- «Він, вона, вікно, покійник» Рея Куні;
- «Вишневий сад» Антона Чехова;
- «Розбите серце» Михайла Старицького;
- «Попелюшка» Шарля Перро;
- «Весела корчма» Олександра Левіта за мотивами оповідань Шолом-Алейхема;
- «Пісочниця» Міхала Вальчака;
- «Ніч для жінок» Антоні Мак-Картена, Стефана Синклера, Жака Коллара
- «Том, Дік, Гаррі (Веселі хлопці)»

Крім того, з 1996 року в репертуарі театру є вуличні вистави.
- «Глорія»

## Гастролі та фестивалі
Театр неодноразово гастролював за кордоном. Вистави театру відбувалися у польських Варшаві, Ґданську, Кракові, Легниці, Ченстохові, Щецині, німецьких Детмольді та Гольцміндені та інших містах. Крім того, у 2007 році театр здійснив тур містами України, виступивши на сценах театрів Одеси, Ялти, Донецька, Дніпропетровська, Харкова, Києва, Мукачевого, Ужгорода та Луцька.
Духовний театр «Воскресіння» є організатором львівського театрального фестивалю «Золотий лев». Також регулярно бере участь у міжнародних театральних фестивалях, зокрема, театр брав участь у Единбурзькому фестивалі (Единбург, 1994), Даугавпільський фестиваль (Даугавпілс, 1999), Каїрському фестивалі (Каїр, 2005), Міжнародному театральному фестивалі «LINZ» (Лінц, 2006), Міжнародних театральних фестивалях у Трабзоні та Кошицях (2007), Міжнародних театральних фестивалях у Сеулі та Хвачеоні (2008), ряді фестивалів у Сербії (1991 — 1997), Білорусі (2005 — 2008), понад 30 фестивалях у Польщі (1997 — 2008), найпрестижніших українських фестивалях (таких як «Київ травневий», «Мистецьке Березілля», «Таврійські ігри», «Золотий лев») та інших.

## Нагороди
Театр має такі нагороди та відзнаки
- за найкращу чоловічу роль — майстер сцени В. Мовчан за роль Каїна у виставі «Каїн» Дж. Байрона на фестивалі «Добрий театр» (Енергодар) у 1992 році;
- за найкращу жіночу роль — заслужена артистка України Алла Федоришина за роль Віолени у виставі «Благовіщення Марії» П. Клоделя на фестивалі «Золотий лев» у 1992 році; на фестивалі «Прем'єри сезону» в Івано-Франківську у 1994 році; на фестивалі у Новому Саді (Сербія) у 1995 році;
- за найкращу роль другого плану — артист В. Рєпін за роль Ангела у виставі «Благовіщення Марії» П. Клоделя на фестивалі «Прем'єри сезону» в Івано-Франківську у 1994 році;
- найкраща вистава фестивалю — вистава «Благовіщення Марії» П. Клоделя на фестивалі «Золотий лев» у 1992 році; на фестивалі у Новому Саді (Сербія) у 1995 році;
- за найкращу чоловічу роль — артист Ю. Глущук за роль Мартіна у виставі «Джерело святих» Д. — М. Синґа на «Мистецькому Березіллі» (Київ) у 1995 році;
- за найкращу виставу фестивалю — вистава «Джерело святих» Д. — М. Синґа на «Мистецькому Березіллі» (Київ) у 1995 році.